# 마하메트하비프 카지마하메다우
마하메트하비프 자이누지나비치 카지마하메다우(벨라루스어: Магамедхабіб Зайнудзінавіч Кадзімагамедаў, 러시아어: Магамедхабіб Зайнудзінавіч Кадзімагамедаў 마고멧하비프 자이누디노비치 카디마고메도프[*], 1994년 5월 26일~)는 러시아 태생 벨라루스의 레슬링 선수이다. 러시아 국가대표로 활동했으나 2020년에 벨라루스로 귀화하였다. 벨라루스 국가대표로서 2020년 하계 올림픽 자유형 웰터급 은메달을 획득했다. 